# Улица Лорда Байрона (Париж)
Улица Лорда Байрона (фр. Rue Lord-Byron) — короткая (менее 300 м) улица в Париже, углом проходит от Фридландского проспекта до улицы Шатобрианд, VIII округ Парижа.
Названа в честь английского поэта Байрона (1788—1824), останавливавшегося в д. 16 на улице (не сохранился).

## История
Проложена под своим нынешним названием в 1825 году как частная дорога.
В 1889 году в «маленьком отеле с элегантным и загадочным внешним видом» (д. 4, не сохранился) Бланш Делакруа познакомилась с бельгийским королем Леопольдом II, любовницей которого она останется до смерти государя.

## Достопримечательности
д. 12 — посольство Зимбабве
д. 16 (не сохранился) — лорд Байрон
д. 17 — костёл
д. 18 — посольство Пакистана

## Известные жители
д. 1 — Ламенне
д. 16 — Теофиль Готье